# Jeremias Josef Knechtel
Jeremias Josef Knechtel (ur. 1680  w czeskim Kamencu, zm. 25 VIII 1750 w Legnicy) – śląski malarz barokowy.

## Życie
Jeremias Josef Knechtel urodził się w czeskim Kamencu w 1680 roku skąd prawdopodobnie pod koniec XVII wieku wraz ze swoją rodziną przybył do Legnicy. Pierwsze nauki malarskiego rzemiosła młody Jeremias Josef pobierał prawdopodobnie w warsztacie swojego ojca, Georga Antona Knechtla, malarza wykształconego w czeskim środowisku artystycznym. Co więcej, należy przypuszczać, że utalentowany artysta jeszcze przed przybyciem na Śląsk uzyskał tytuł mistrza cechowego. W roku 1700 Knechtel rozpoczął intensywne prace dla świdnickich jezuitów przy barokizacji kościoła pw. św. Stanisława i św. Wacława w Świdnicy, które trwały około 20 lat. W międzyczasie artysta ożenił się 24 XI 1704 roku z Anną Eleonorą, córką sędziego Johanna Jacoba de Blaucha z Żagania.
Współpraca ze świdnickimi jezuitami – największymi mecenasami Knechtla, z którymi nawiązał kontakty zaraz po przybyciu na Śląsk, w wyraźny sposób ukształtowała tory jego dalszej kariery. Odbiorcami prac młodego artysty byli również przedstawiciele innych zakonów: benedyktynek, augustianów, urszulanek a także karmelitów, z których na pierwszy plany wysunęli się wołowscy zakonnicy z proboszczem i kuratusem, Johannem Georgiem Breytherem na czele. Knechtel pracował także dla prałata i kanclerza kapituły katedralnej, Karla Maximiliana von Fragsteina, a także dla przedstawicieli katolickiej szlachty, jak hrabia Hans Anton von Schaffgotsch, hrabia von Nimptsch czy hrabia von Nostitz.
Jeremias Josef Knechtel zmarł 25 VIII 1750 roku w Legnicy, gdzie zostało pochowane jego ciało.

## Cechy twórczości
Jeremias Josef Knechtel tworzył przede wszystkim obrazy w technice olejnej na płótnie. Bardzo dobrze radził sobie zarówno z małymi jak i wielkoformatowymi przedstawieniami, co doskonale widać w świdnickich i żagańskich realizacjach. Knechtel zajmował się również polichromią ołtarzy i innych elementów rzeźbiarskiego wyposażenia kościołów, czego przykładem może być dekoracja malarska ambony i ołtarza Niepokalanego Poczęcia Marii z 1725 roku w kościele parafialnym pw. Wniebowzięcia NMP i św. Mikołaja w Bolesławcu. Artysta w swojej twórczości nie wybiegał poza tematykę religijną. Domeną jego artystycznego warsztatu są obrazy przedstawiające świętych, jak choćby zespół płócien ołtarzowych przeznaczonych do dawnego kościoła klasztornego Benedyktynek w Lubomierzu (1736), bądź też pojedyncze realizacje: obraz Św. Franciszek Salezy dla kościoła parafialnego pw. św. Marcina w Jaworze (zaginiony), obraz Św. Anna Samotrzecia (około 1717) dla kościoła parafialnego pw. św. Jana Chrzciciela w Cieplicach Zdroju (na ilustracji), czy też znakomite dzieło Modlitwa w Ogrójcu (1721). Artysta był również autorem dwóch cykli malarskich ilustrujących najważniejsze wydarzenia z życia świętych – jeden z nich, poświęcony życiu i działalności św. Augustyna, możemy podziwiać w zapleckach stalli kościoła parafialnego Wniebowzięcia NMP w Żaganiu (1747). Knechtel namalował także dwie znane nam serie obrazów stacyjnych Drogi Krzyżowej, które obecnie znajdują się w kościele parafialnym pw. św. Jakuba w Sobótce (1727) oraz w kościele parafialnym pw. św. Wojciecha we Wrocławiu (1750).

## Podsumowanie twórczości
Był artystą niezwykle sprawnym i uzdolnionym. Jego prace cechują się charakterystyczną manierą malarską, opartą na stosowaniu mocnego konturu i gładkiej faktury oraz operowaniu dużą plamą barwną. Knechtel miał znakomite wyczucie koloru, a jego dzieła często charakteryzują się wyrafinowaną kolorystyką. Słabszą stroną artysty było natomiast przedstawianie postaci ludzkiej. Wysoka klasa artystyczna obrazów Knechtla nie szła jednak w parze z ich popularnością. Legnicki artysta jest jednym z najmniej znanych malarzy, jacy pracowali na Śląsku w dobie baroku.
Od roku 2008 w ramach różnych prac badawczych odnaleziono i atrybuowano Knechtelowi (oraz jego pracowni) ponad 200 obrazów co czyni go jednym z najpłodniejszych malarzy śląskiego baroku.

## Realizowane projekty
W 2010 roku realizowany jest projekt "Szlak Sakralnej Sztuki Barokowej im. Michaela Willmanna w dawnym księstwie Żagańskim" w znaczącym stopniu poświęconym temu artyście.